# James Obiorah
James Chibuzor Obiorah (Jos, 24 de agosto de 1978) é um ex-futebolista nigeriano. Defendeu seu país na Copa do Mundo FIFA de 2002.
Foi um verdadeiro "cigano" do futebol de seu país, mesmo com pouca idade: jogou em seu país, na Bélgica, na Suíça, passou também pelo futebol russo, jogou também na Espanha, na Áustria e na França antes de retornar à Nigéria em 2007.
Abandonou os gramados em 2009, quando atuava pelo Toulon.